# Reinstedt
Reinstedt is een plaats en voormalige gemeente in de Duitse deelstaat Saksen-Anhalt, en maakt deel uit van het district Harz.
Reinstedt telt 1.087 inwoners.